# Ausländeruniversität „Dante Alighieri“ Reggio Calabria

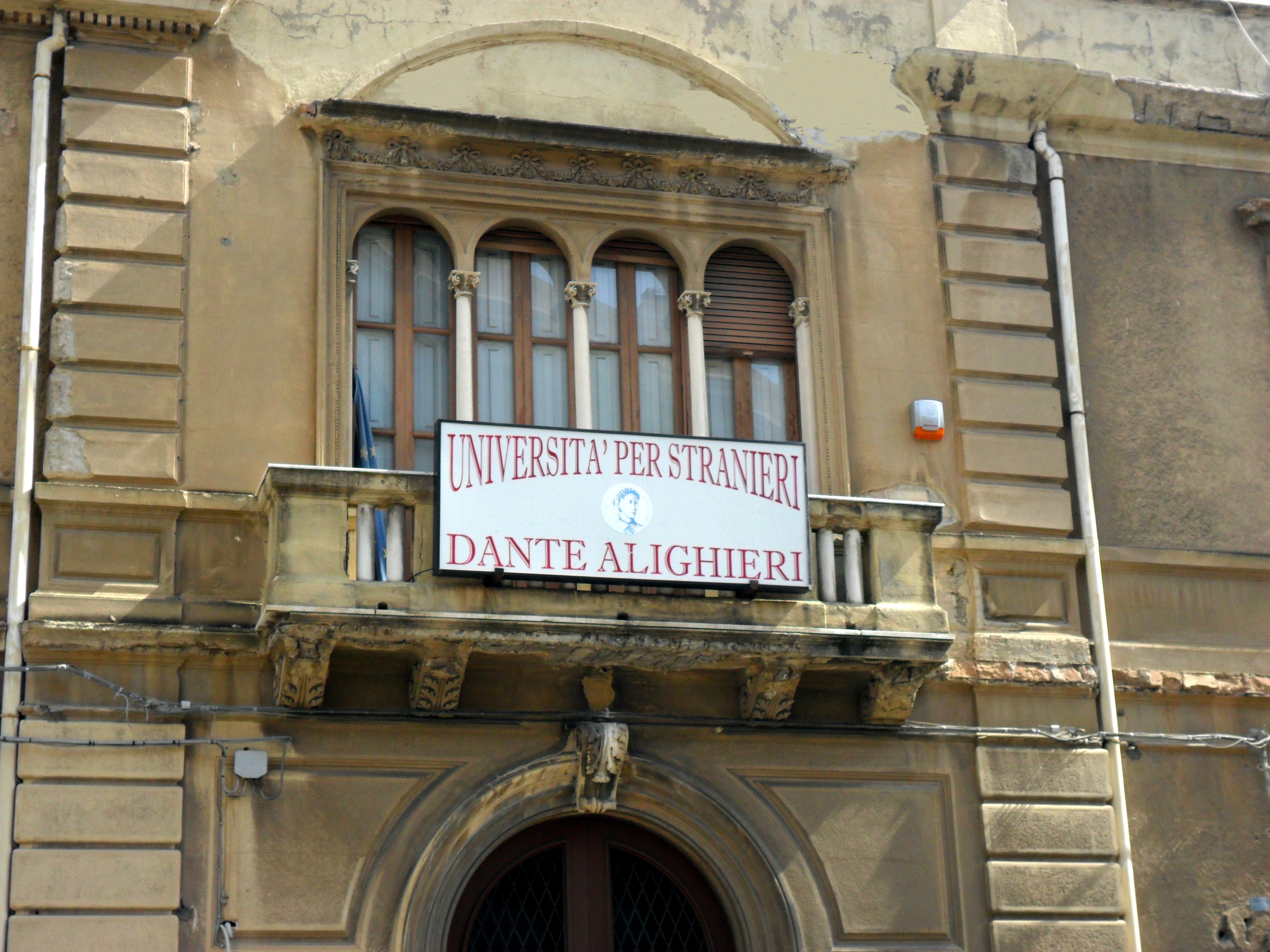
Università per stranieri „Dante Alighieri“ (2010)

Die Ausländeruniversität „Dante Alighieri“ Reggio Calabria (italienisch: Università per stranieri „Dante Alighieri“) ist eine italienische Universität für Ausländer mit Sitz in Reggio Calabria. Der Hauptsitz dieser privaten Universität befindet sich im Stadtzentrum in der Via del Torrione. Sie ist nach dem italienischen Dichter Dante Alighieri benannt. 

## Geschichte
Die Universität wurde 1984 gegründet, um die italienische Sprache und Kultur zu fördern. 2007 erhielt sie die offizielle Anerkennung des italienischen Ministeriums für Universitäten und Forschung und stärkte damit ihre bildungs- und kulturpolitische Rolle.
Die Universität ist eine von drei Universitäten für Ausländer in Italien, neben der Universität für Ausländer in Perugia und der in Siena, und die einzige im Süden Italiens. Ihre ursprüngliche Aufgabe bestand darin, die italienische Kultur mit einem besonderen Fokus auf die Beziehungen zu den Mittelmeerländern zu fördern.
Heutzutage widmet sich die Universität durch ihre Lehr- und Forschungstätigkeiten dem Verständnis der politischen, sozialen und wirtschaftlichen Institutionen Italiens und Europas. Zudem fördert sie die kulturelle, wirtschaftliche, rechtliche und politische Integration zwischen Europa und den Mittelmeerländern.

## Organisation
Die Universität ist in zwei Fakultäten gegliedert:
- Fakultät für Bildungswissenschaften
- Fakultät für Sozialwissenschaften und Mittelmeerstudien

## Forschung
Das Forschungszentrum für mediterrane Beziehungen (MEDAlics) wurde 2010 gegründet. Es konzentriert sich auf:
- Aufbau eines mediterranen Forschungsraums für Wissen, Lernen und Innovation;
- Förderung inklusiver und nachhaltiger Innovationssysteme in der Mittelmeerregion;
- Untersuchung der Auswirkungen der Globalisierung auf die Region.[2]

## Ruf und Anerkennung
Die Universität Dante Alighieri wurde als eine der besten Universitäten Italiens anerkannt. Laut dem StuDocu World University Ranking 2020 belegte sie den vierten Platz in Italien und den 28. Platz in Europa. Diese Auszeichnung basiert auf Meinungen von Studenten, die die interkulturelle Atmosphäre und das Engagement der Universität hervorhoben.